# Няшевка (река)
Ня́шевка (устар. Авняшь, Авняш) — река в Ильменском заповеднике, в Миасском городском округе (Челябинская область, Россия), впадает в озеро Большое Миассово. До 1930-х годов называлась «Авняш», «Авняшь». Длина реки — 7 км.

## Описание
Река Няшевка находится в Ильменском заповеднике, является «наиболее значительной» его рекой. Начинается в болотистой низине между горами Фирсовой и Косой (Ильменские горы). Протекает по заболоченной долине, заросшей лесом и кустарником. Впадает в озеро Большое Миассово, образуя его южный залив — Няшевская курья. В устье вода окрашена в оранжевый цвет, имеет болотный привкус.
Имеет девять постоянных притоков. Основной — река Белая — впадает слева.